# Vaudémont
Vaudémont là một xã trong vùng Grand Est, thuộc tỉnh Meurthe-et-Moselle, quận Nancy, tổng Vézelise. Tọa độ địa lý của xã là 48° 25' vĩ độ bắc, 06° 03' kinh độ đông. Vaudémont nằm trên độ cao trung bình là 460 mét trên mực nước biển, có điểm thấp nhất là 329 mét và điểm cao nhất là 541 mét. Xã có diện tích 5,76 km², dân số vào thời điểm 1999 là 63 người; mật độ dân số là 10 người/km².

## Thông tin nhân khẩu
| 1962 | 1968 | 1975 | 1982 | 1990 | 1999 |
| ---- | ---- | ---- | ---- | ---- | ---- |
| 77   | 95   | 71   | 67   | 53   | 63   |